# Kem (bebida)
Kem o Kem Piña es una popular gaseosa chilena creada en 1982 por Compañía de Cervecerías Unidas. Como su nombre lo indica, tiene sabor a piña. Su eslogan es Tu sabor tropical.
Existen algunas variantes, como Zero (sin calorías) y Kem Piña-Maracuyá.

## Historia
Kem Piña fue inventada en 1975 por la Compañía de Cervecerías Unidas. La primera preparación de esta gaseosa fue hecha con jengibre, por lo cual su primer nombre fue Kem Ginger Ale.En 1982, se cambió la preparación para que fuera de sabor a piña, dándole su característico color amarillo.

## Variantes
- Kem Piña: La preparación normal de la gaseosa hecha con saborizante de piña
- Kem Piña Zero: La preparación original sin azúcar añadida.
- Kem Piña-Maracuyá: La preparación de Kem piña con saborizantes sabor maracuyá y un color naranjo.
- Kem Piña Xtreme: La preparación de Kem Piña con energizantes y jugo de arándano.